# The Mayflower Society
La Mayflower Society, officiellement The General Society of Mayflower Descendants, est une organisation de généalogie spécialisée sur les passagers du Mayflower, le navire anglais à l'origine de la fondation de la colonie de Plymouth, en 1620, à ce qui est maintenant Plymouth, dans le Massachusetts.
Fondée à Plymouth en 1897, son but est éducatif puisque insistant notamment sur le rôle des Pères pèlerins dans la création des États-Unis.
Elle est ouverte aux individus ayant remonté leur ascendance à au moins l'un des 102 passagers du navire.

## Membres notables
- Zilpha Drew Smith, (1851-1926),  figure majeure de la professionnalisation des travailleurs sociaux.